# Mošnice
Mošnice (německy Maschnitz) je malá vesnice, část obce Snědovice v okrese Litoměřice v Ústeckém kraji. Nachází se asi 5,5 kilometru severovýchodně od Snědovic a 10,5 kilometru od Štětí. Vesnice stojí v Dokeské pahorkatině. Domy jsou paprsčitě rozloženy kolem cest a dvou rybníků, které napájí potok Obrtka. Západní rybník se jmenuje Mošnice. Vesnicí vede hranice chráněné krajinné oblasti Kokořínsko – Máchův kraj. Mošnice je také název katastrálního území o rozloze 2,3 km².

## Název
Jméno Mošnice podle lingvistů mohlo vzniknout trojím způsobem: buď podle tvaru obce odvozením z podstatného jména mošna, nebo podle jména zakladatele Mošny nebo odvozením od slova mech, podobně jako Třemošná. V historických pramenech se název vsi objevuje ve tvarech: Mossnyczye (1390), „na vsi… Mossniczy“ (1552), Mossnicze (1591, 1654), Maschnitz (1787 a 1833).

## Historie
První písemná zmínka o Mošnici pochází z roku 1390, kdy vesnice náležela ke hradu Helfenburku. Společně s okolními vesnicemi (Nová Ves, Snědovice, Pavlice, Sukorady, Tuhaň, Velký Hubenov) ji roku 1575 od císaře Maxmiliána II. získal Jindřich Kurzbach z Trachenburka.
Osídlení bylo v 19. století převážně německé, původně česká ves byla přejmenována na Mäschnitz a sousední osada Nová Ves na Neudörfl. V této době zde bylo postaveno několik velkých dvoupatrových usedlostí, s typickou dispozicí severočeského lidového domu, jehož půda sloužila k sušení chmele.
V padesátých letech 20. století ve vsi nebylo jednotné zemědělské družstvo, zdejší statek byl připojen k Jednotnému zemědělskému družstvu Snědovice vzniklému roku 1958. Díky tomu nedošlo k demolicím a planýrování polí a dochovaly se téměř dvě desítky historických domů v původní parcelaci obce bez razantních novodobých úprav.

## Obyvatelstvo
| | 1869 | 1880 | 1890 | 1900 | 1910 | 1921 | 1930 | 1950 | 1961 | 1970 | 1980 | 1991 | 2001 | 2011 | 2021 |
| --- | ---- | ---- | ---- | ---- | ---- | ---- | ---- | ---- | ---- | ---- | ---- | ---- | ---- | ---- | ---- |
| Obyvatelé                                                                                                 | 207  | 199  | 157  | 163  | 139  | 138  | 143  | 62   | 34   | 24   | 5    | 2    | 3    | 4    | 11   |
| Domy | 28   | 29   | 31   | 31   | 29   | 28   | 27   | 18   | —    | 6    | 4    | 3    | 4    | 8    | 6    |
| Tabulka obsahuje údaje části Nová Ves a počet domů z roku 1961 je zahrnut v domech místní části Sukorady. |      |      |      |      |      |      |      |      |      |      |      |      |      |      |      |

## Obecní správa
Při sčítání lidu v letech 1869–1950 Mošnice byla samostatnou obcí, se kterým patřila nejprve do okresu Dubá, ale v roce 1950 v okrese Roudnice nad Labem. V letech 1961–1980 byla částí obce Sukorady v okrese Litoměřice. Od 1. ledna 1981 je částí obce Snědovice v okrese Litoměřice.

## Doprava
Ves nemá žádnou veřejnou dopravu, nejbližší autobusová zastávka je na hlavní silnici před vesnicí.

## Pamětihodnosti

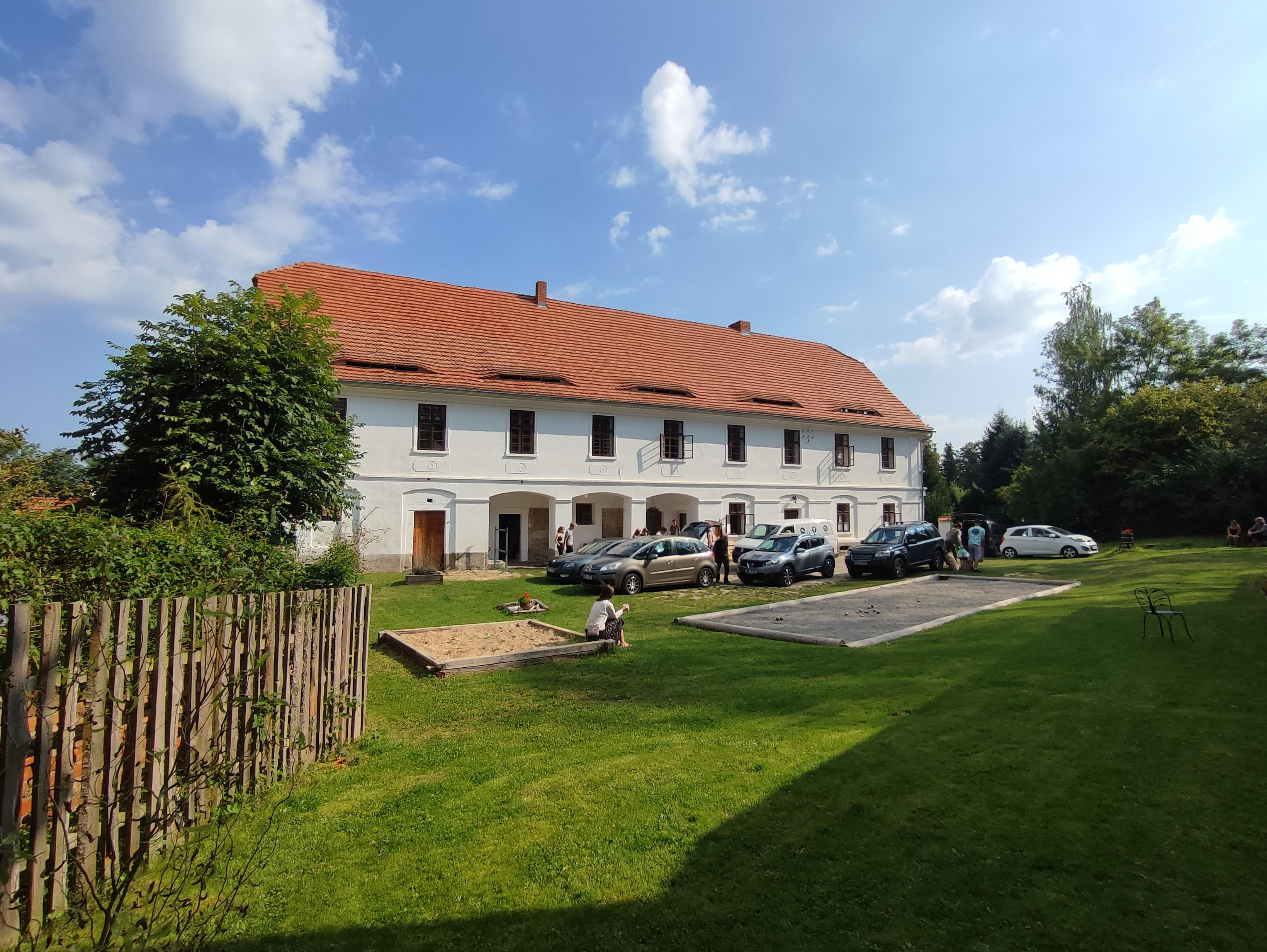
Statek čp. 5

- Statek čp. 5 U Horkých: Hlavní devítiosá dvoupatrová budova je označena nad vchodem letopočtem založení 1847. V přízemí má dochované staré valené klenby a dlažby, místnosti v patře jsou plochostropé. Několik pokojů označených na ostění dveří původními smaltovanými štítky sloužilo k ubytování čeledi. Rozměrná půda byla původně určená k sušení chmele – stejně jako u dalších zdejších domů a v celé chmelařské oblasti.[13] Statek slouží jako penzion.[14]
- Památkově chráněná usedlost čp. 21 je roubený dům na kamenné podezdívce z 19. století.[15] Patří k ní zděná budova hospodářského stavení.[16]
- Památkově chráněný kříž na návsi u rybníka Obrtka: malba ukřižovaného Krista na plechu[17]

## Sport
Ve vsi se nachází fotbalové hřiště, antukový tenisový kurt, hřiště pro pétanque a koupaliště.

## Galerie

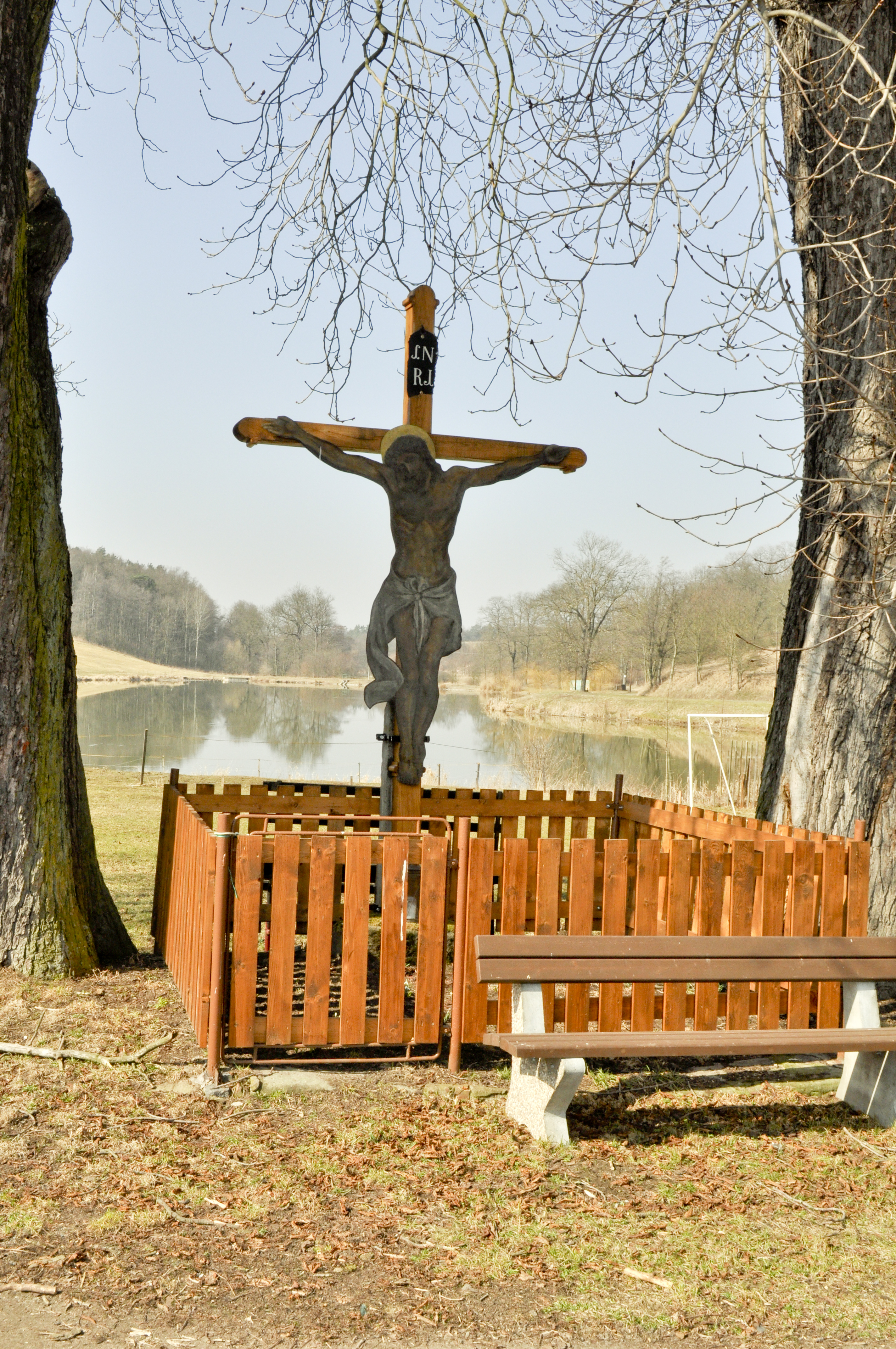
Kříž na návsi
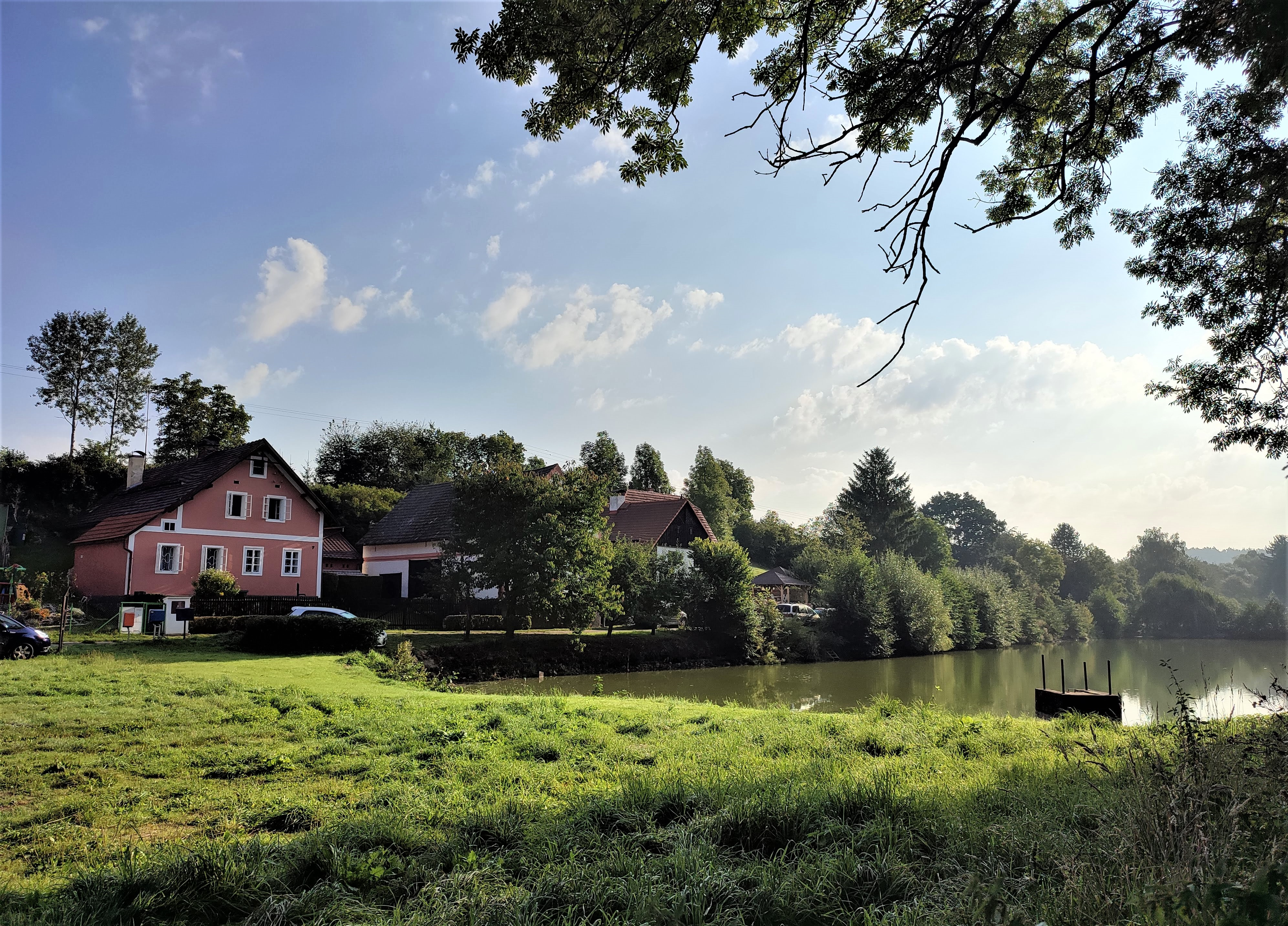
Domy u rybníka
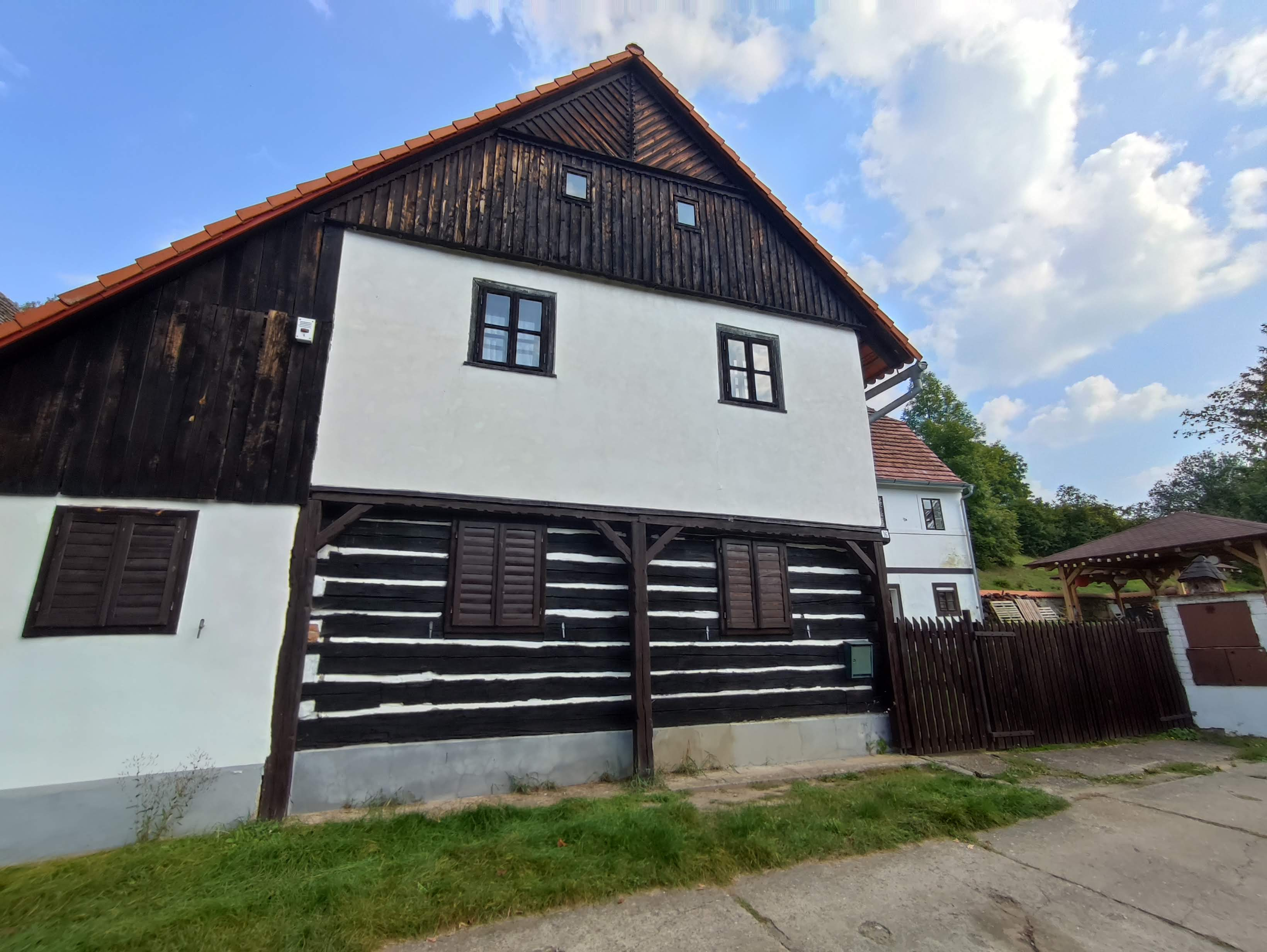
Roubený dům čp. 8 u rybníka
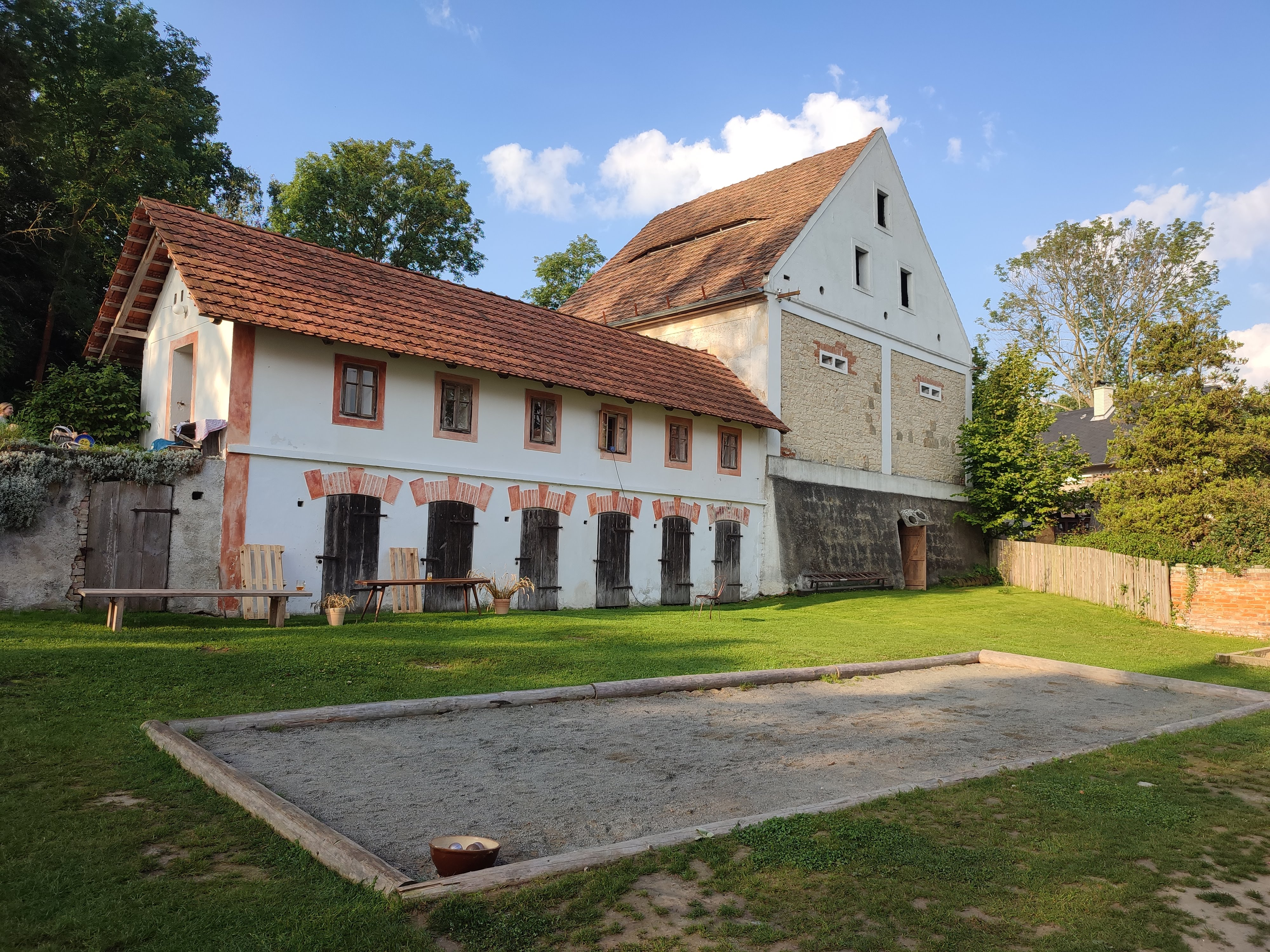
Hospodářské budovy statku čp. 5
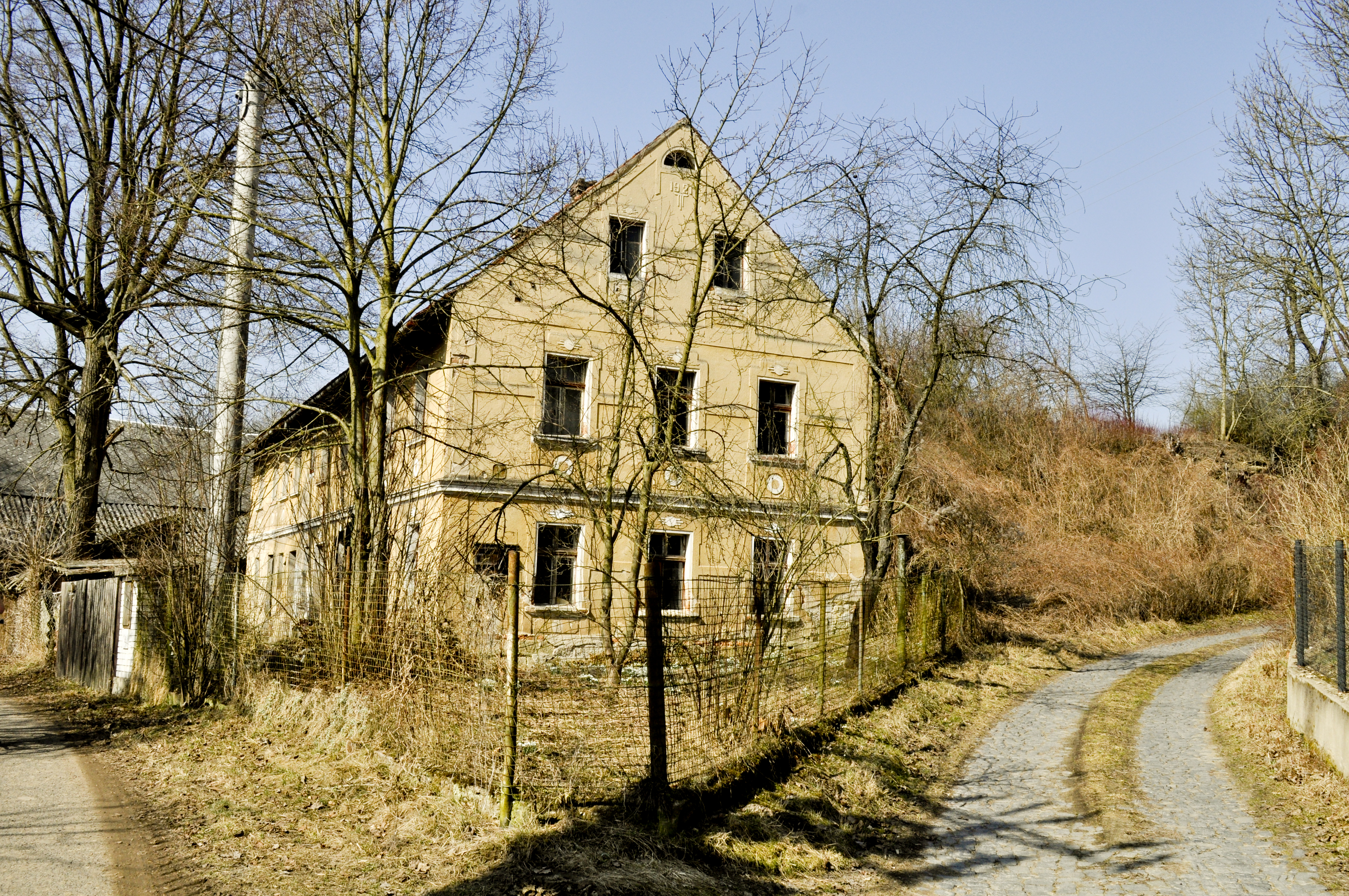
Dům na rozcestí
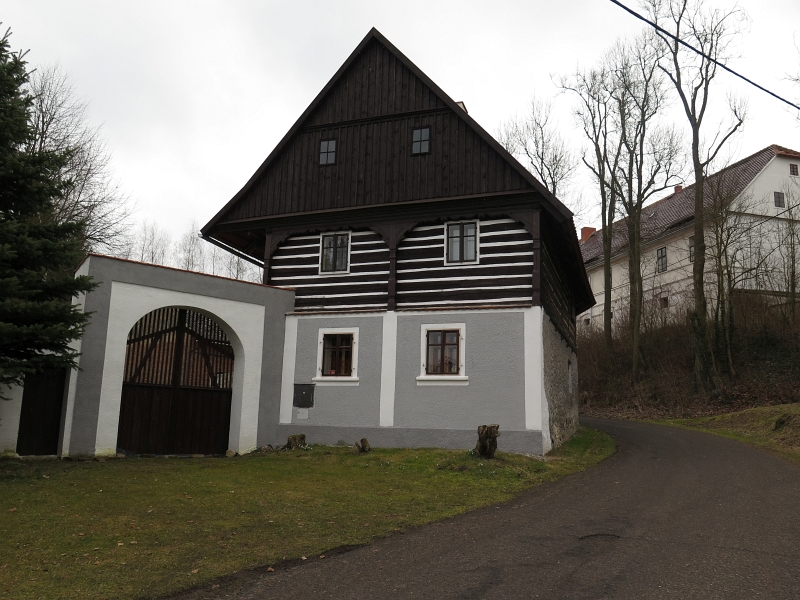
Usedlost čp. 21